# 마쓰히사촌
마쓰히사촌(松久村)은 사이타마현의 북서부, 고다마군에 속했던 촌이다.

## 역사
- 1889년 4월 1일 - 정촌제 시행에 의해 고다마군 마쓰히사촌이 성립하였다.
- 1896년 3월 29일 - 고다마군이 가미군, 나카군을 편입하였다.
- 1954년 10월 1일 - 히가시코다마 촌, 오사와 촌과 합병해 미사토촌을 신설하였다.

## 참고문헌
- 「角川日本地名大辞典」編纂委員会『角川日本地名大辞典 11 埼玉県』角川書店、1980年7月8日。ISBN 4-04-001110-4。